# Pterolophia bedoci
Pterolophia bedoci är en skalbaggsart som beskrevs av Maurice Pic 1929. Pterolophia bedoci ingår i släktet Pterolophia och familjen långhorningar. Inga underarter finns listade i Catalogue of Life.